# Championnat de Bahreïn de football 1997-1998
Navigation
Saison 1994-1995 Saison suivante
La saison 1997-1998 du Championnat de Bahreïn de football est la quarante-deuxième édition du championnat national de première division à Bahreïn. Les dix meilleures équipes du pays sont regroupées au sein d'une poule unique où elles s'affrontent deux fois, à domicile et à l'extérieur. En fin de saison, le dernier du classement est relégué et remplacé par la meilleure équipe de deuxième division.
C'est Riffa Club, tenant du titre, qui remporte à nouveau la compétition, après avoir terminé en tête du classement final, avec sept points d'avance sur Al Muharraq Club et neuf sur East Riffa. C'est le sixième titre de champion de Bahreïn de l'histoire du club, qui réussit même le doublé grâce à sa victoire en finale de la Coupe de Bahreïn face à Budaiya Club.

## Les clubs participants
- Al Muharraq Club
- Riffa Club
- East Riffa
- Essa Town FC
- Al Hilal Bahrain
- Jad Hafs FC
- Al-Ahli Club
- Bahrain Club
- Budaiya Club
- Al Hala SC

## Compétition

### Classement
Le classement est établi sur le barème de points classique (victoire à 3 points, match nul à 1, défaite à 0).
| Rang | Équipe           | Pts | J  | G  | N | P  | Bp | Bc | Diff |
| ---- | ---------------- | --- | -- | -- | - | -- | -- | -- | ---- |
| 1    | Riffa Club'T'C   | 45  | 18 | 14 | 3 | 1  | 39 | 14 | +25  |
| 2    | Al Muharraq Club | 38  | 18 | 11 | 5 | 2  | 33 | 15 | +18  |
| 3    | East Riffa       | 36  | 18 | 11 | 3 | 4  | 42 | 19 | +23  |
| 4    | Al-Ahli Club     | 25  | 18 | 6  | 7 | 5  | 30 | 21 | +9   |
| 5    | Budaiya Club     | 21  | 18 | 5  | 6 | 7  | 14 | 24 | -10  |
| 6    | Bahrain Club     | 19  | 18 | 6  | 1 | 11 | 19 | 26 | -7   |
| 7    | Al Hala SC       | 19  | 18 | 6  | 1 | 11 | 28 | 39 | -11  |
| 8    | Al Hilal Bahrain | 18  | 18 | 5  | 3 | 10 | 16 | 32 | -16  |
| 9    | Essa Town FC     | 17  | 18 | 4  | 5 | 9  | 21 | 32 | -11  |
| 10   | Jad Hafs FC      | 14  | 18 | 4  | 2 | 12 | 22 | 42 | -20  |

|  | Qualification pour la Coupe d'Asie des clubs champions 1998-1999 et pour la Coupe du golfe des clubs champions 1999 |
|  | Relégation en deuxième division                                                                                     |
|  | T : Tenant du titre C : Vainqueur de la Coupe du Bahreïn P : Promu de D2                                            |

## Bilan de la saison
| Championnat de Bahreïn de football 1997-1998                        |                       |
| Champion                                                            | Riffa Club (6e titre) |
| Coupes et trophées                                                  |                       |
| Vainqueur de la Coupe de Bahreïn 1997-1998                          | Riffa Club            |
| Qualifications continentales                                        |                       |
| Coupe d'Asie des clubs champions 1998-1999                          | Riffa Club            |
| Coupe des Coupes 1998-1999                                          | Aucun                 |
| Coupe du golfe des clubs champions 1999                             | Riffa Club            |
| Promotions et relégations                                           |                       |
| Promus en Bahraini Premier League                                   | Busaiteen Club        |
| Relégués en Championnat de Bahreïn de football de deuxième division | Jad Hafs FC           |